# Дети разума
«Дети разума» (англ. Children of the Mind) — роман американского писателя Орсона Скотта Карда, четвертый в его успешной серии научно-фантастических романов «Игра Эндера», в которых основное внимание уделяется персонажу Эндеру Виггину. Изначально эта книга была второй половиной «Ксеноцида», прежде чем они были разделены на два романа.

## Краткое содержание сюжета
Книга «Дети разума» начинается с того момента, на котором остановился сюжет «Ксеноцида». Джейн — Айю из «Внемира», — развитый искусственный интеллект, использует свои недавно обнаруженные способности, чтобы мгновенно выводить расы жукеров, людей и пеквенинос за пределы Вселенной и обратно. Она использует эти способности, чтобы переместить их на далекие обитаемые планеты для колонизации. Она теряет память и концентрацию, поскольку огромная компьютерная сеть, подключенная к анзиблю, отключается. Если она хочет выжить, она должна найти способ перенести свою айю (или душу) в человеческое тело.
Многие события вращаются вокруг «отпрысков» Эндера — Питера и юной Вэл. Вэл страдает от недостатка жизненной силы айю Эндера, поскольку в её миссии он заинтересован меньше всего, но до тех пор, пока не становится известно, что Миро и Джейн ищут родную планету вируса десколады. Эндер более заинтересован в миссии Питера, заключающейся в поиске средств остановить применение Молекулярного Дезинтегратора против Лузитании. Питер Виггин и Си Ван-Му отправляются в миры Божественного Ветра и Пацифики, чтобы убедить возглавляемую японцами группу колеблющихся в Звездном Конгрессе отменить свой приказ об уничтожении Лузитании. Прослеживая путь принятия решений в обратном направлении, они могут показать адепту дзэн (философу) его влияние на Звездный Конгресс. После нескольких осложнений философ убеждает клан Цуцуми оказать влияние на фракцию Необходимости в Звездном Конгрессе, чтобы остановить Флот Ста Миров. Однако адмирал, возглавляющий Флот на Лузитанию, не подчиняется приказу Конгресса и делает то, что, по его мнению, сделал бы Эндер Виггин, виновник первого ксеноцида, и запускает устройство Молекулярного Дезинтегратора (MDD).
Во время своего первого и единственного путешествия во «Внемир» Эндер из своей айю создает Питера и юную Вэл (сюжет «Ксеноцида»). «Жизненная сила» Эндера теперь разделена между тремя людьми. Когда айю вложена в Питера и юную Вэл, начинаются трудности с поддержанием айю на достаточном для жизни троих человек уровне, и сам Эндер начинает разрушаться. Максимальное число людей, жизнь и здоровье которых Эндер способен одновременно поддерживать, равно двум. После физической смерти Эндера Виггина, его айю продолжает своё существование благодаря Питеру (Джейн направляет его айю к телу Питера, а юная Вэл отдает свою физическую оболочку Джейн, а её айю также продолжает существование в Питере), в то же время Джейн владея телом юной Вэл, не уничтожается, когда ансибл выключается.
Потом, заимствуя огромные ментальные способности простодушных «материнских деревьев» пеквенинос, она может продолжить перемещение космических кораблей мгновенно. Джейн перемещает корабль с Питером и Ван-Му вблизи ракетного оружия, затем транспортирует ракету и их во внутрь построения Флота Ста Миров, где ракета затем разоружается и выводится из строя. Усилия Питера и Си Ван-Му наконец увенчались успехом, и разрушение Лузитании удалось предотвратить.
Джейн влюбляется в Миро, а Питер — в Ван-му. Обе пары заключают брак в тот же день, что и похороны Эндера, под одним из материнских деревьев пеквенинос.

## Использованная литература
1. 1 2 3  Internet Speculative Fiction Database (англ.) — 1995.
2. ↑  Review: XENOCIDE & CHILDREN OF THE MIND, by Orson Scott Card - Laura Fissel. www.laurafissel.com. Дата обращения: 31 марта 2021. Архивировано из оригинала 20 ноября 2018 года.
3. ↑  SF REVIEWS.NET: Children of the Mind / Orson Scott Card ★★½. www.sfreviews.net. Дата обращения: 31 марта 2021. Архивировано 8 августа 2020 года.